# حمائمه ملک
حمائمه ملک (انگلیسی: Humaima Malick؛ زادهٔ ۱۸ نوامبر ۱۹۸۷) مدل و بازیگر اهل پاکستان است. وی بازیگر فیلم‌هایی همچون عشق خدا، راجا ناتوارلال و بول بوده است.